# Валид Абдулразак
Валид Абдулразак (арап. وليد عبدالرزاق, романизовано Waleed Abdulrazzaq; Кувајт Сити, 27. март 1998) кувајтски је пливач чија специјалност су спринтерске трке слободним стилом.

## Спортска каријера
Абдулразак је дебитовао на међународној пливачкој сцени још као јуниор, а прво велико такмичење на коме је наступио су биле Олимпијске игре младих 2014. у Нанкингу где се такмичио у трци на 50 метара делфин стилом коју је окончао на 38. месту у конкуренцији 45 пливача. У децембру исте године дебитовао је и у сениорској конкуренцији пошто се такмичио на Светском првенству у малим базенима у Дохи. 
Пливао је и на Азијским играма у Џакарти 2018. и светском првенству у великим базенима у корејском Квангџуу 2019. године. На свом дебију на светским првенствима у великим базенима заузео је 66. место у квалификацијама трке на 50 слободно и 57. место у трци на 100 слободно. 